# 산술적 위계

산술적 위계와 몇 복잡도 종류에 따른 집합 분류

수리 논리학에서 산술적 위계(영어: arithmetical hierarchy) 또는 클레이니-모스토프스키 위계(Kleene hierarchy)란, 그것을 정의하는 식의 복잡도에 근거하여 집합들을 분류한 위계이다. 그러한 분류가 가능한 집합을 산술적(arithmetical)이라 한다.
재귀 이론, 기술적 집합론, 페아노 산술 연구 등에 있어서 중요한 개념이다.

## 식의 산술적 위계
산술 위계에서는 1차 산술인 페아노 산술의 언어 속의 식들을 분류한다. 이는 0을 포함한 자연수 n에 대하여 {\displaystyle \Sigma _{n}^{0}} 및 {\displaystyle \Pi _{n}^{0}} 로 표기된다. (여기서 이 식들이 집합 변수를 포함하지 않는다는 점을 표시하기 위해 그리스 문자는 가는 폰트의 lightface로 쓰여진다.)
식 {\displaystyle \phi } 가 한정 양화사(bounded quantifiers)만을 포함하는 논리식과 동치라면, {\displaystyle \phi }는 위계 {\displaystyle \Sigma _{0}^{0}} 과 {\displaystyle \Pi _{0}^{0}} 로 분류된다.
이제 위계 {\displaystyle \Sigma _{n}^{0}} 과 {\displaystyle \Pi _{n}^{0}} 은 각 자연수 n에 대하여 다음과 같이 귀납적으로 정의된다:
- {\displaystyle \psi } 가 {\displaystyle \Pi _{n}^{0}} 일 때, {\displaystyle \exists n_{1}\exists n_{2}\cdots \exists n_{k}\psi } 와 같은 형식의 논리식과 동치인 식 {\displaystyle \phi }는 위계 {\displaystyle \Sigma _{n+1}^{0}} 에 분류된다.
- {\displaystyle \psi } 가 {\displaystyle \Sigma _{n}^{0}} 일 때, {\displaystyle \forall n_{1}\forall n_{2}\cdots \forall n_{k}\psi } 와 같은 형식의 논리식과 동치인 식 {\displaystyle \phi }는 위계 {\displaystyle \Pi _{n+1}^{0}} 에 분류된다.

곧, {\displaystyle \Sigma _{n}^{0}} 의 식은 몇 개의 존재 양화자에서 시작하여 존재 양화자와 전체 양화자가 {\displaystyle n-1} 번 번갈아가면서 나오는 논리식과 동치이다.(물론 1번에 1개씩 나온다는 의미가 아니다) 비슷하게, {\displaystyle \Pi _{n}^{0}} 의 논리식은 몇 개의 전체 양화자에서 시작하여 또 양화자들이 번갈아 나오는 식과 동치이다.
모든 식은 프리넥스 표준형의 식과 동치이므로, 집합 양화자가 없는 모든 식은 반드시 적어도 어느 하나의 위계로 분류된다. 또 어느 논리식에든지 무의미한(중복적인) 양화자들을 덧붙일 수 있으므로, 어떤 식이 {\displaystyle \Sigma _{n}^{0}} 또는 {\displaystyle \Pi _{n}^{0}}로 분류된다면 n보다 큰 모든 m에 대하여 {\displaystyle \Sigma _{m}^{0}} 과 {\displaystyle \Pi _{m}^{0}} 으로도 분류될 수 있다. 따라서 가장 중요한 분류는 최소의 n에 해당하는 위계로, 다른 분류는 여기에 따라서 결정되는 것이다.

## 자연수 집합의 산술 위계
위의 정의를 가지고 자연수의 집합도 마찬가지로 그 집합을 정의하는 (즉, 그 집합의 원소에 대해서만 식이 참이 되는) 논리식의 산술 위계에 따라 분류할 수 있다.

## 같이 보기
- 계산 가능성 이론
- 페아노 산술
- 점류

## 참고 문헌
- G.Japaridze, "The logic of the arithmetical hierarchy", Annals of Pure and Applied Logic 66 (1994), pp.89-112.
- Moschovakis, Yiannis N. (1980). 《Descriptive Set Theory》. North Holland. ISBN 0-444-70199-0.
- Rogers, H. (1967). 《Theory of recursive functions and effective computability》. McGraw-Hill.